# اوراکال
اوراکال دهستانی در استان آلمریای اسپانیا است.
در این دهستان ۳۳۸ نفر زندگی می‌کنند. مساحت این دهستان ۲۵ کیلومتر مربع است.